# Dollaro presidenziale
Il dollaro presidenziale fu una serie di monete da un dollaro nata da una legge del Congresso emanata il 22 dicembre 2005 che incaricò la United States Mint di coniare una serie di monete con incisi i ritratti in rilievo dei presidenti degli Stati Uniti sul dritto.
Dal 2007 al 2011, le monete presidenziali furono coniate in gran numero e destinate alla circolazione. A partire dal 2012, le nuove monete presidenziali vennero coniate solo per i collezionisti.

## Lavori preparatori
Il 17 maggio 2005, il Senato emanò l'atto nº 1047, presentato dal senatore John E. Sununu con altri settanta cofirmatari.
Il 29 luglio 2005 la commissione del Senato per le banche, gli alloggi e l'urbanistica diede esito favorevole senza richiedere modifiche. Il 18 novembre successivo, il Senato approvò una modifica tecnica (S.AMDT.26760). Il 13 dicembre 2005, anche la Camera dei rappresentanti approvò la legge (291-113). Un simile disegno di legge, l'H.R. 902, era già passato dalla Camera, ma fu il disegno di legge del Senato ad essere approvato da entrambe le camere. Il disegno di legge fu presentato al presidente George W. Bush il 15 dicembre 2005 che lo firmò il 22 dello stesso mese.

## Dettagli del programma
Il programma di emissione iniziò il 1º gennaio 2007 ed è simile al 50 State Quarters. Il programma prevedeva di coniare quattro monete all'anno che caratterizzassero i presidenti sul dritto. Le monete venivano emesse ogni tre mesi seguendo l'ordine cronologico dal mandato. La zecca definì l'iniziativa "Presidential $1 Coin Program".
Il rovescio delle monete rappresenta la Statua della Libertà e le scritte "$ 1" e "United States of America". Lungo il bordo della moneta vi è l'anno di conio della moneta, il marchio di zecca, 13 stelle e il motto E pluribus unum secondo la seguente disposizione: ★★★★★★★★★★ 2009 D ★ ★★ E pluribus unum. Prima del 2009, sul bordo era inciso anche il motto In God We Trust. La scritta "Liberty" è assente dalla moneta dal momento che l'immagine della Statua della Libertà sul rovescio venne ritenuta sufficiente per trasmettere il messaggio di libertà. Il testo della legge non specifica il colore delle monete, ma per la zecca "le specifiche saranno identiche a quelle utilizzate per l'attuale dollaro d'oro". La moneta raffigurante George Washington fu la prima ad essere emessa in data 15 febbraio 2007, il giorno dei presidenti, e cominciò a circolare il 19 dello stesso mese.
Questa è la prima emissione dopo quella dello St. Gaudens Double Eagle (avvenuta dal 1907 al 1933), in cui la moneta è dotata di incisioni sul bordo. Questa tecnica risale al 1790. Il processo infatti fu avviato per scoraggiare la rasatura dei bordi delle moneta d'oro, una pratica che veniva utilizzata per ingannare i riceventi. Nel dicembre del 2007, il Congresso approvò l'H.R. 2764, in cui si stabiliva che sarebbe dovuto comparire il motto "In God We Trust" sul dritto o sul rovescio delle monete. Questo stesso disegno di legge creò anche il programma di emissione dei quarti di dollaro del Distretto di Columbia, di Porto Rico, delle Isole Marianne Settentrionali, di Guam, delle Isole Vergini Americane e delle Samoa americane.
L'atto venne introdotto a causa del fallimento della moneta del dollaro di Sacagawea nell'ottenere una grande diffusione nel paese. Questa legge prendeva atto della necessità del settore privato della nazione di una moneta da un dollaro e prevedeva che cambiando il disegno sarebbe aumentata la domanda pubblica di nuove monete, avendo la gente già risposto bene al programma 50 State Quarters. Questa serie era inoltre destinata ad aiutare ad educare il pubblico circa i presidenti della nazione e la loro storia. Se le monete non avessero preso piede con il pubblico generale, la zecca sperò che i collezionisti sarebbero stati interessati alle monete del programma presidenziale come già lo erano stati dei quarti di Stato. Ciò aveva generato circa 4,6 miliardi di dollari in signoraggio - cioè la differenza tra il valore nominale delle monete e il costo per la produzione di esse - tra il gennaio del 1999 e l'aprile del 2005, secondo un rapporto del Congressional Budget Office.

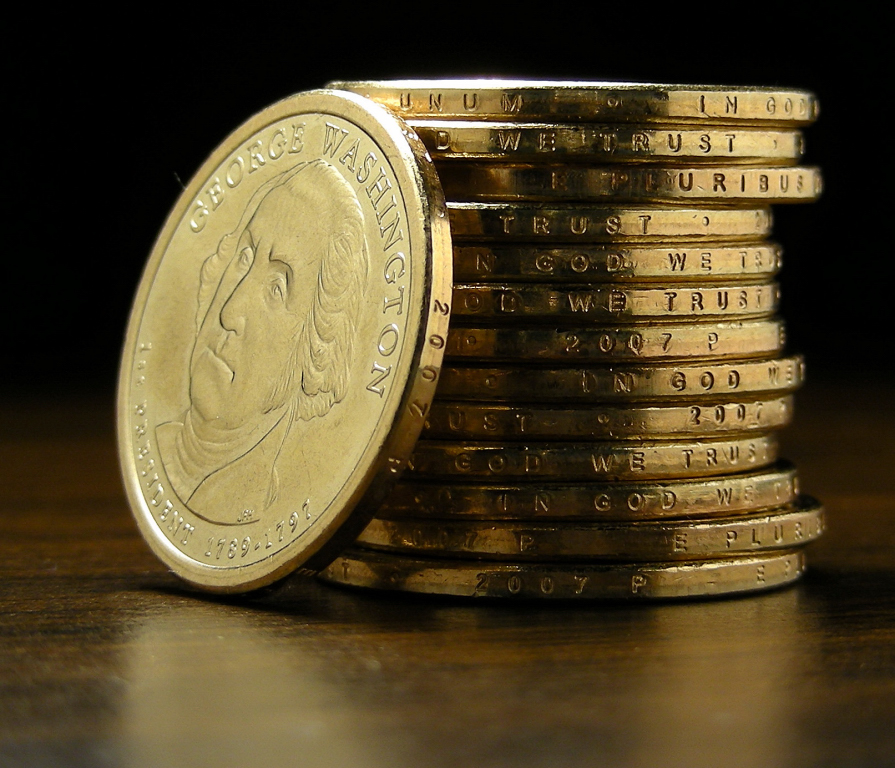
Pila di monete in cui si possono vedere le scritte sul bordo.

A differenza del programma 50 State Quarters e della serie in nichel "Westward Journey", che vennero sospesi con l'inizio della nuova serie, l'atto diretto alla zecca stabilì che si dovesse continuare ad emettere anche il dollaro di Sacagawea. La legge stabilì che ogni tre monete da un dollaro almeno una dovesse essere del vecchio tipo. Inoltre, previde di continuare l'emissione del dollaro di Sacagawea fino al termine del programma presidenziale. Questi requisiti furono aggiunti per volere della delegazione parlamentare del Dakota del Nord che volevano assicurarsi che Sacagawea, che i loro elettori considerano una di loro, rimanesse sulle monete da un dollaro.
Tuttavia, i funzionari della Federal Reserve indicarono al Congresso che "se il programma presidenziale non avesse stimolato la richiesta di transazioni per le monete da un dollaro, il requisito che la zecca avesse continuato a produrre il dollaro di Sacagawea avrebbe comportato costi per il contribuente, senza alcun beneficio di compensazione". In tal caso, la Federal Reserve indicò che avrebbe "raccomandato fortemente al Congresso di rivalutare un terzo requisito". Il terzo requisito venne poi indicato nella legge che istituiva la serie dedicata agli indiani d'America, approvata il 20 settembre 2007.
Le versioni precedenti della legge stabilirono la rimozione delle monete da un dollaro messe in circolazione prima del dollaro di Sacagawea, in particolare il dollaro di Susan B. Anthony, ma la versione definitiva della legge stabilì che si dovesse procedere solo dopo che il Segretario al tesoro avesse studiato la questione e riferito al Congresso. La legge chiese alle agenzie del governo federale (tra cui la United States Postal Service), alle imprese che operano su proprietà federali e ai sistemi di trasporto finanziati dal governo federale di accettare ed erogare le monete da un dollaro dal gennaio del 2008 e di inviare una segnalazione che stavano effettivamente adempiendo alla richiesta.

### Errori conio
L'8 marzo 2007, la United States Mint annunciò che, in data 15 febbraio 2007, un numero imprecisato di monete raffiguranti George Washington vennero messe in circolazione senza le iscrizioni sul bordo. Ron Guth, del Coin Grading Professional Service, stimò che almeno 50 000 monete di questo tipo sono in circolazione. La prima di queste monete ad essere scoperta venne poi venduta su eBay per $ 600, anche se più tardi le monete venivano vendute per appena $ 40 - 60, dal marzo del 2007. Poiché una delle iscrizioni mancanti sulle monete è il motto "In God We Trust", alcuni articoli sul tema si riferirono a loro come "dollari senza Dio". Sono in circolo anche alcuni "dollari senza Dio" non originali, cioè con la scritta cancellata artificialmente.
Anche alcune monete di John Adams furono scoperte con i bordi semplici. Esse sono molte di meno di quelle di George Washington e ciò le rende più rare e quindi più costose. Un errore del lettering sul bordo più frequente per il dollaro di John Adams è una moneta con le scritte raddoppiate. Questo errore si verifica quando un esemplare passa due volte attraverso la macchina di incisione sul bordo. La maggior parte degli esemplari delle monete di John Adams furono prodotti dalla zecca di Filadelfia; i problemi alla zecca di Denver furono relativamente scarsi. Delle monete doppie esistono due tipi: nel primo entrambe le iscrizioni sul bordo sono scritte nella stessa direzione e sono "sovrapposte"; nel secondo le due iscrizioni sono in direzioni opposte, invertite o capovolte rispetto all'altra e sono definite "invertite".
Nei primi di marzo del 2007, una coppia del Colorado trovò una moneta da un dollaro che non era incisa su entrambi i lati, mancavano infatti il ritratto di George Washington e la Statua della Libertà.
Alcune delle monete avevano le parole scritte sul bordo nel verso sbagliato. Questi non sono considerati errori di coniazione, ma piuttosto una variazione creata dal processo industriale. Tali monete invertite sono vendute sui siti di aste per una cifra di poco superiore al loro valore nominale, dato che essi rappresentano circa il 50 % dell'ammontare in circolazione.

### Scorte e sospensione della produzione

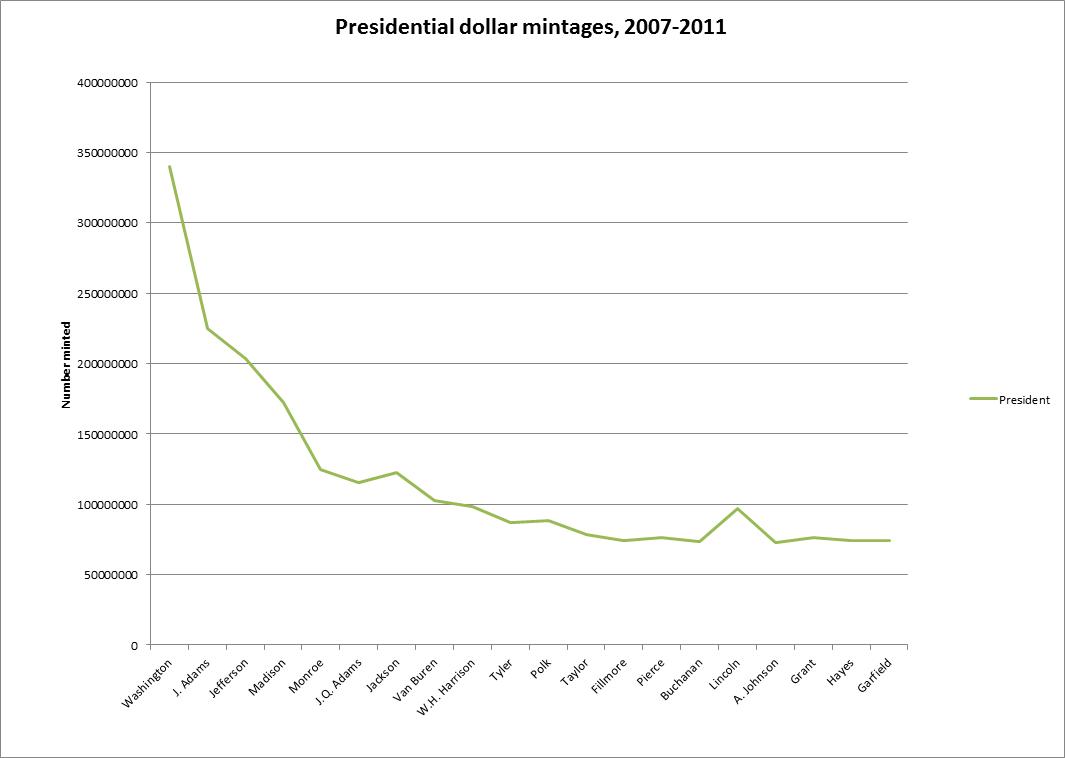
Grafico che mostra la tiratura delle monete coniate dal 2007 al 2011.

Entro il 2011, furono stoccate 1,4 miliardi di monete fior di conio da un dollaro; una quantità tale che se fossero messe una sull'altra avrebbero potuto coprire la distanza da Los Angeles a Chicago. Nel 2016, fu toccata la cifra di due miliardi di monete.
La repubblicana Jackie Speier diffuse una lettera intitolata "Caro Collega" in cui chiedeva l'interruzione della produzione delle monete da un dollaro. Stava progettando di introdurre una legge che prevedesse l'arresto immediato di tutti i programmi di coniazione di monete di questo valore.
Lo United States Government Accountability Office dichiarò che la sospensione della produzione delle banconote da un dollaro a favore delle monete dello stesso valore avrebbe fatto risparmiare al governo circa 5,5 miliardi di dollari in trent'anni.
Il 13 dicembre 2011, il vice presidente Joe Biden e il segretario al Tesoro Timothy Geithner annunciarono la sospensione della coniazione delle monete presidenziali da un dollaro destinate alla circolazione. Le monete successive, a partire da quella raffigurante Chester A. Arthur, vennero coniate in quantità ridotta, solo per i collezionisti.

### Fine del programma
La legge specifica che perché un ex presidente sia onorato, devono essere trascorsi almeno due anni dal decesso. La serie si concluse nel 2016, quando venne emessa la moneta dedicata a Ronald Reagan, l'ultimo presidente ammissibile.
Dal momento che il programma è terminato, la produzione di monete per i presidenti non ancora onorati richiederebbe un'altra legge del Congresso.

## Dritto comune e caratteristiche tecniche
| Dritto | Descrizione          | Valore | Diametro | Peso   | Spessore | Metallo                                          | Bordo |
| ------ | -------------------- | ------ | -------- | ------ | -------- | ------------------------------------------------ | --- |
|        | Statua della Libertà | $ 1    | 26,50 mm | 8,10 g | 2,00 mm  | Rame 77 %, Zinco 12 %, Manganese 7 %, Nichel 4 % | Liscio con le incisioni: 2007 - 2008: E PLURIBUS UNUM • IN GOD WE TRUST • 2007 P 2009 - 2016: 2009 D ★★★ E PLURIBUS UNUM ★★★★★★★★★★ |

## Elenco delle monete[21]
| Emissione # | Presidente # | Presidente              | Data di emissione | Ammontare emesso dalla zecca di Denver | Ammontare emesso dalla zecca di Filadelfia | Totale dell'ammontare emesso | Disegno                       | In carica   |
| ----------- | ------------ | ----------------------- | ----------------- | -------------------------------------- | ------------------------------------------ | ---------------------------- | ----------------------------- | ----------- |
| 1           | 1°           | George Washington       | 15 febbraio 2007  | 163 680 000                            | 176 680 000                                | 340 360 000                  | Washington dollar             | 1789 - 1797 |
| 2           | 2°           | John Adams              | 17 maggio 2007    | 112 140 000                            | 112 420 000                                | 224 560 000                  | John Adams dollar             | 1797 - 1801 |
| 3           | 3°           | Thomas Jefferson        | 16 agosto 2007    | 102 810 000                            | 100 800 000                                | 203 610 000                  | Jefferson dollar              | 1801 - 1809 |
| 4           | 4°           | James Madison           | 15 novembre 2007  | 87 780 000                             | 84 560 000                                 | 172 340 000                  | Madison dollar                | 1809 - 1817 |
| 5           | 5°           | James Monroe            | 14 febbraio 2008  | 60 230 000                             | 64 260 000                                 | 124 490 000                  | Monroe dollar                 | 1817 - 1825 |
| 6           | 6°           | John Quincy Adams       | 15 maggio 2008    | 57 720 000                             | 57 540 000                                 | 115 260 000                  | John Quincy Adams dollar      | 1825 - 1829 |
| 7           | 7°           | Andrew Jackson          | 14 agosto 2008    | 61 070 000                             | 61 180 000                                 | 122,250,000                  | Jackson dollar                | 1829 - 1837 |
| 8           | 8°           | Martin Van Buren        | 13 novembre 2008  | 51 520 000                             | 50 960 000                                 | 102 480 000                  | Van Buren dollar              | 1837 - 1841 |
| 9           | 9°           | William Henry Harrison  | 19 febbraio 2009  | 43 260 000                             | 55 160 000                                 | 98 420 000                   | William Henry Harrison dollar | 1841        |
| 10          | 10°          | John Tyler              | 21 maggio 2009    | 43 540 000                             | 43 540 000                                 | 87 080 000                   | Tyler dollar                  | 1841 - 1845 |
| 11          | 11°          | James K. Polk           | 20 agosto 2009    | 41 720 000                             | 46 620 000                                 | 88 340 000                   | Polk dollar                   | 1845 - 1849 |
| 12          | 12°          | Zachary Taylor          | 19 novembre 2009  | 36 680 000                             | 41 580 000                                 | 78 260 000                   | Taylor dollar                 | 1849 - 1850 |
| 13          | 13°          | Millard Fillmore        | 18 febbraio 2010  | 36 960 000                             | 37 520 000                                 | 74 480 000                   | Fillmore dollar               | 1850 - 1853 |
| 14          | 14°          | Franklin Pierce         | 20 maggio 2010    | 38 220 000                             | 38 360 000                                 | 76 580 000                   | Pierce dollar                 | 1853 - 1857 |
| 15          | 15°          | James Buchanan          | 19 agosto 2010    | 36 540 000                             | 36 820 000                                 | 73 360 000                   | Buchanan dollar               | 1857 - 1861 |
| 16          | 16°          | Abraham Lincoln         | 18 novembre 2010  | 48 020 000                             | 49 000                                     | 97 020 000                   | Lincoln dollar                | 1861 - 1865 |
| 17          | 17°          | Andrew Johnson          | 17 febbraio 2011  | 37 100 000                             | 35 560 000                                 | 72 660 000                   | A. Johnson dollar             | 1865 - 1869 |
| 18          | 18°          | Ulysses S. Grant        | 19 maggio 2011    | 37 940 000                             | 38 080 000                                 | 76 020 000                   | Grant dollar                  | 1869 - 1877 |
| 19          | 19°          | Rutherford B. Hayes     | 18 agosto 2011    | 36 820 000                             | 37 660 000                                 | 74 480 000                   | Hayes dollar                  | 1877 - 1881 |
| 20          | 20°          | James A. Garfield       | 17 novembre 2011  | 37 100 000                             | 37 100 000                                 | 74 200 000                   | Garfield dollar               | 1881        |
| 21          | 21°          | Chester A. Arthur       | 16 febbraio 2012  | 2 800 000                              | 2 940 000                                  | 5 740 000                    |                               | 1881 - 1885 |
| 22          | 22°          | Grover Cleveland        | 17 maggio 2012    | 2 660 000                              | 5 460 000                                  | 8 120 000                    |                               | 1885 - 1889 |
| 23          | 23°          | Benjamin Harrison       | 16 agosto 2012    | 4 200 000                              | 5 682 000                                  | 9 882 000                    |                               | 1889 - 1893 |
| 24          | 24°          | Grover Cleveland        | 15 novembre 2012  | 3 220 000                              | 10 722 000                                 | 13 942 000                   |                               | 1893 - 1897 |
| 25          | 25°          | William McKinley        | 19 febbraio 2013  | 3 365 100                              | 4 760 000                                  | 8 125 100                    |                               | 1897 - 1901 |
| 26          | 26°          | Theodore Roosevelt      | 11 aprile 2013    | 3 920 000                              | 5 310 700                                  | 9 230 700                    |                               | 1901 - 1909 |
| 27          | 27°          | William Howard Taft     | 9 luglio 2013     | 3 360 000                              | 4 760 000                                  | 8 120 000                    |                               | 1909 - 1913 |
| 28          | 28°          | Woodrow Wilson          | 17 ottobre 2013   | 3 360 000                              | 4 620 000                                  | 7 980 000                    |                               | 1913 - 1921 |
| 29          | 29°          | Warren Gamaliel Harding | 6 febbraio 2014   | 3 780 000                              | 6 160 000                                  | 9 940 000                    |                               | 1921 - 1923 |
| 30          | 30°          | Calvin Coolidge         | 10 aprile 2014    | 3 780 000                              | 4 480 000                                  | 8 260 000                    |                               | 1923 - 1929 |
| 31          | 31°          | Herbert Hoover          | 19 giugno 2014    | 3 780 000                              | 4 480 000                                  | 8 260 000                    |                               | 1929 - 1933 |
| 32          | 32°          | Franklin D. Roosevelt   | 28 agosto 2014    | 3 920 000                              | 4 760 000                                  | 8 680 000                    |                               | 1933 - 1945 |
| 33          | 33°          | Harry S. Truman         | 5 febbraio 2015   | 3 500 000                              | 4 900 000                                  | 8 400 000                    |                               | 1945 - 1953 |
| 34          | 34°          | Dwight D. Eisenhower    | 13 aprile 2015    | 3 645 998                              | 4 900 000                                  | 8 545 998                    |                               | 1953 - 1961 |
| 35          | 35°          | John F. Kennedy         | 18 giugno 2015    | 5 180 000                              | 6 160 000                                  | 11 340 000                   |                               | 1961 - 1963 |
| 36          | 36°          | Lyndon B. Johnson       | 18 agosto 2015    | 4 200, 000                             | 7 840 000                                  | 12 040 000                   |                               | 1963 - 1969 |
| 37          | 37°          | Richard Nixon           | 3 febbraio 2016   | N/D                                    | N/D                                        | N/D                          |                               | 1969 - 1974 |
| 38          | 38°          | Gerald Ford             | 8 marzo 2016      | N/D                                    | N/D                                        | N/D                          |                               | 1974 - 1977 |
| 39          | 40°          | Ronald Reagan           | 5 luglio 2016     | N/D                                    | N/D                                        | N/D                          |                               | 1981 - 1989 |

## Programma "First Ladies"

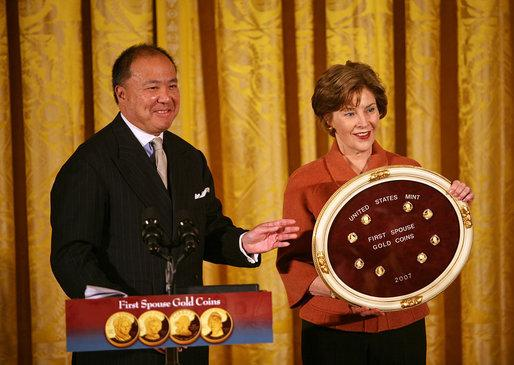
Il direttore della United States Mint Edmund C. Moy e la First Lady Laura Bush rivelano la moneta dedicata a Dolley Madison il 19 novembre 2007.

Il "Presidential $1 Coin Act" previde di onorare i coniugi di ciascuno dei presidenti onorati con l'emissione di una moneta da un dollaro con l'emissione di una moneta da mezza oncia d'oro dal valore nominale di dieci dollari, nell'ordine in cui sono ricoprirono l'incarico. Fino ad oggi, tutti i coniugi dei presidenti sono state donne (spesso definite First Ladies), ma la legge usa il termine "primo coniuge".
Il dritto di queste monete presenta il ritratto della prima coniuge, il suo nome, il periodo in cui ricoprì la carica, l'anno di conio o di emissione e le parole "In God We Trust" e "Liberty". La zecca considerò questa serie di monete d'oro parte dello stesso programma. Ogni moneta presenta sul rovescio un'unica immagine emblematica della vita e del lavoro del coniuge, così come le parole "United States of America", "E pluribus unum", "$ 10", "1/2 oz" e "0,9999 fine gold".
Per i presidenti che non erano sposati durante il mandato (poiché vedovi o celibi), ad esempio come Thomas Jefferson, la moneta d'oro emessa recava sul dritto l'immagine emblematica della libertà come raffigurata su una moneta in circolazione di quel periodo e sul rovescio un'immagine che ricorda il presidente. L'unica eccezione è la moneta raffigurante la suffragetta Alice Paul, che rappresenta l'epoca del presidente Chester A. Arthur, essendo egli vedovo.
La legge afferma esplicitamente che le monete dei primi coniugi possono essere rilasciate contemporaneamente alle monete da un dollaro collegate. Poiché la legge stabilisce semplicemente che l'emissione della moneta deve seguire quella del presidente, sarebbe potuta comparire una persona vivente. Tuttavia, con la morte di Nancy Reagan il 6 marzo 2016, non vi sono attualmente First Ladies ammissibili.
La zecca mise in circolazione i primi esemplari di questa serie ufficialmente alle ore 12 EDT del 19 giugno 2007. Vennero fornite due versioni della monetaa: una prova di versione per $ 429,95 e una versione fior di conio per $ 410,95.
La zecca produsse e mise a disposizione del pubblico dei duplicati in bronzo delle monete d'oro senza valore legale. Nel febbraio del 2009 Coin World riferì che alcune monete di Abigail Adams del 2007 portavano incise il rovescio della moneta di Louisa Adams del 2008. Questi pezzi erano contenuti all'interno del set del 2007.
| Rilascio # | Coniuge # | Nome                        | Descrizione del rovescio | Data di emissione | Prezzo di emissione | Tiratura | Dritto | Rovescio | In carica   |
| ---------- | --------- | --------------------------- | --- | ----------------- | ------------------- | -------- | ------ | -------- | ----------- |
| 1          | 1         | Martha Washington           | La signora Washington cuce, con lo slogan "First Lady of the Continental Army". | 19 giugno 2007    | $ 429,95            | 19 167   |        |          | 1789 - 1797 |
| 2          | 2         | Abigail Adams               | La signora Adams scrive la sua celebre lettera "Remember the Ladies". | 19 giugno 2007    | $ 429,95            | 17 149   |        |          | 1797 - 1801 |
| 3          | 3         | Libertà di Thomas Jefferson | La tomba di Jefferson a Monticello. | 30 agosto 2007    | $ 429,95            | 19 815   |        |          | 1801 - 1809 |
| 4          | 4         | Dolley Madison              | La signora Madison salva il ritratto di George Washington dall'incendio della città di Washington, un raid compiuto dai britannici nel contesto della guerra anglo-americana.            | 19 novembre 2007  | $ 529,95            | 17 943   |        |          | 1809 - 1817 |
| 5          | 5         | Elizabeth Monroe            | La signora Monroe alla riapertura della Casa Bianca nel 1818. | 28 febbraio 2008  | $ 619,95*           | 7 800    |        |          | 1817 - 1825 |
| 6          | 6         | Louisa Adams                | La signora Adams e suo figlio Charles compiono il pericoloso viaggio pericoloso da san Pietroburgo a Parigi nel 1812.                                                                    | 29 maggio 2008    | $ 619,95*           | 6 581    |        |          | 1825 - 1829 |
| 7          | 7         | Libertà di Andrew Jackson   | Jackson a cavallo con il suo soprannome di "Old Hickory". | 28 agosto 2008    | $ 619,95*           | 7 684    |        |          | 1829 - 1837 |
| 8          | 8         | Libertà di Martin Van Buren | Van Buren legge sull'erba nel suo villaggio natale di Kinderhook. | 25 novembre 2008  | $ 549,95            | 6 807    |        |          | 1837 - 1841 |
| 9          | 9         | Anna Harrison               | La signora Harrison legge per i suoi figli. | 5 marzo 2009      | $ 629,00            | 6 251    |        |          | 1841        |
| 10         | 10        | Letitia Tyler               | La signora Tyler con dei bambini nella storica piantagione di Cedar Grove. | 2 luglio 2009     | N/D                 | 5 296    |        |          | 1841 - 1842 |
| 10A        | 10A       | Julia Tyler                 | I signori Tyler ballano. | 6 agosto 2008     | N/D                 | 4 844    |        |          | 1844 - 1845 |
| 11         | 11        | Sarah Polk                  | I signori Polk lavorano insieme a una scrivania alla Casa Bianca. | 3 settembre 2009  | N/D                 | 5 151    |        |          | 1845 - 1849 |
| 12         | 12        | Margaret Taylor             | Una giovane signora Taylor cura un soldato ferito durante la prima guerra Seminole. | 3 dicembre 2009   | N/D                 | 4 936    |        |          | 1849 - 1850 |
| 13         | 13        | Abigail Fillmore            | La signora Fillmore tra gli scaffali di libri della biblioteca della Casa Bianca da lei fondata.                                                                                         | 19 marzo 2010     | N/D                 | 6 130    |        |          | 1850 - 1853 |
| 14         | 14        | Jane Pierce                 | La signora Pierce nella galleria dei visitatori della vecchia aula del Senato ascolta un dibattito.                                                                                      | 3 giugno 2010     | N/D                 | 4 775    |        |          | 1853 - 1857 |
| 15         | 15        | Libertà di James Buchanan   | Buchanan lavora come contabile nel negozio di famiglia. | 2 settembre 2010  | N/D                 | 7 110    |        |          | 1857 - 1861 |
| 16         | 16        | Mary Todd Lincoln           | La signora Lincoln dono un mazzo di fiori e un libro ai soldati dell'Unione durante la guerra di secessione.                                                                             | 2 dicembre 2010   | N/D                 | 6 861    |        |          | 1861 - 1865 |
| 17         | 17        | Eliza Johnson               | Tre bambini danzanti e un violinista della banda della Marina al ballo dei bambini che si tenne per il 60º compleanno del presidente Johnson.                                            | 5 maggio 2011     | N/D                 | 3 887    |        |          | 1865 - 1869 |
| 18         | 18        | Julia Grant                 | Grant e una giovane Julia Dent praticano equitazione a White Haven, la sua casa di famiglia.                                                                                             | 23 giugno 2011    | N/D                 | 3 943    |        |          | 1869 - 1877 |
| 19         | 19        | Lucy Hayes                  | La signora Hayes ospita la gara di rotolamento delle uova di Pasqua alla Casa Bianca nel 1877.                                                                                           | 1º settembre 2011 | N/D                 | 3 868    |        |          | 1877 - 1881 |
| 20         | 20        | Lucretia Garfield           | La signora Garfield dipinge una tela con pennello e tavolozza. | 1º dicembre 2011  | N/D                 | 3 653    |        |          | 1881        |
| 21         | 21        | Alice Paul                  | Alice Paul marcia per il suffragio femminile. | 12 ottobre 2012   | N/D                 | 3 505    |        |          |             |
| 22         | 22        | Frances Cleveland           | La signora Cleveland ospita un ricevimento di donne lavoratrici. | 15 novembre 2012  | N/D                 | 3 158    |        |          | 1886 - 1889 |
| 23         | 23        | Caroline Harrison           | Orchidee e pennelli. | 6 dicembre 2012   | N/D                 | 3 046    |        |          | 1889 - 1892 |
| 24         | 24        | Frances Cleveland           | La signora Cleveland tiene un discorso. | 20 dicembre 2012  | N/D                 | 3 104    |        |          | 1893 - 1897 |
| 25         | 25        | Ida McKinley                | Mani della signora McKinley che realizzano delle pantofole all'uncinetto; ne realizzò migliaia che furono vendute per beneficenza.                                                       | 14 novembre 2013  | N/D                 | 1 769    |        |          | 1897 - 1901 |
| 26         | 26        | Edith Roosevelt             | Immagine della Casa Bianca con un compasso e la scritta "White House Restored 1902", in ricordo del restauro della dimora presidenziale da lei promosso.                                 | 21 novembre 2013  | N/D                 | 2 851    |        |          | 1901 - 1909 |
| 27         | 27        | Helen Taft                  | Fiore di ciliegio della specie Prunus serrulata portato a Washington dalla signora Taft.                                                                                                 | 2 dicembre 2013   | $ 770,00            | 2 579    |        |          | 1909 - 1913 |
| 28         | 28        | Ellen Louise Wilson         | Immagine in ricordo della creazione del giardino delle rose alla Casa Bianca da parte della signora Wilson.                                                                              | 9 dicembre 2013   | $ 770,00            | 2 551    |        |          | 1913 - 1914 |
| 28 bis     | 28 bis    | Edith Wilson                | Immagine che commemora il supporto della signora Wilson al marito durante la sua corsa elettorale; il Presidente tiene un bastone con la mano di Edith calorosamente appoggiata in cima. | 16 dicembre 2013  | $ 770,00            | 2 452    |        |          | 1915 - 1921 |
| 29         | 29        | Florence Harding            | Elementi relativi alla vita della signora Harding: schede e urna, macchina fotografica, torcia e iniziali che fanno riferimento ai veterani della prima guerra mondiale.                 | 10 luglio 2014    | $ 770,00            | 2 288    |        |          | 1921 - 1923 |
| 30         | 30        | Grace Coolidge              | La sigla USA enunciata nella lingua dei segni americana di fronte alla Casa Bianca; la signora Coolidge promosse infatti l'educazione dei sordi.                                         | 17 luglio 2014    | $ 770,00            | 2 196    |        |          | 1923 - 1929 |
| 31         | 31        | Lou Hoover                  | Immagine che rimanda al discorso alla radio della signora Hoover del 19 aprile 1929, il primo tenuto da una First Lady.                                                                  | 14 agosto 2014    | $ 770,00            | 2 025    |        |          | 1929 - 1933 |
| 32         | 32        | Eleanor Roosevelt           | Una mano accende una candela, simbolo del suo lavoro e dell'impatto globale delle sue iniziative umanitarie.                                                                             | 4 settembre 2014  | $ 770, 00           | 2 389    |        |          | 1933 - 1945 |
| 33         | 33        | Bess Truman                 | Una ruota sui binari ferroviari, che simboleggia il supporto della signora Truman al marito per il suo tour elettorale in treno del 1948.                                                | 16 aprile 2015    | $ 770,00            | N/D      |        |          | 1945 - 1953 |
| 34         | 34        | Mamie Eisenhower            | Mano che tiene distintivo "I Like Mamie". | 7 maggio 2015     | $ 770,00            | N/D      |        |          | 1953 - 1961 |
| 35         | 35        | Jacqueline Kennedy          | Fiore della magnolia piantata dalla signora Kennedy accanto alla fiamma eterna del presidente John F. Kennedy sovrapposta a un'immagine del mondo.                                       | 25 giugno 2015    | $ 770,00            | N/D      |        |          | 1961 - 1963 |
| 36         | 36        | Lady Bird Johnson           | Jefferson Memorial, monumento a Washington e fiori in riferimenro agli sforzi della signora Johnson nell'abbellimento e nella conservazione d'America.                                   | 27 agosto 2015    | N/D                 | N/D      |        |          | 1963 - 1969 |
| 37         | 37        | Pat Nixon                   | Persone in piedi mano nella mano che circondano un globo in riferimento all'impegno della signora Nixon per il volontariato.                                                             | 18 febbraio 2016  | N/D                 | N/D      |        |          | 1969 - 1974 |
| 38         | 38        | Elizabeth Ford              | Giovane donna sale una scala in rappresentanza delle iniziative della signora Ford in materie quali lotta alle dipendenze e al cancro al seno e diritti delle donne.                     | agosto 2016       | N/D                 | N/D      |        |          | 1974 - 1977 |
| 39         | 40        | Nancy Reagan                | La signora Reagan con due bambini che portano delle magliette con la scritta "Just Say No", nome del suo programma contro la diffusione delle droghe.                                    | settembre 2016    | N/D                 | N/D      |        |          | 1981 - 1989 |

- A causa di volatilità del mercato dell'oro, il 12 novembre 2008 la zecca degli Stati Uniti abbassò il prezzo a $ 549,95 per riflettere in modo più accurato il prezzo corrente dell'oro. Il valore della monete cambia però costantemente come il prezzo dell'oro. La zecca utilizzò una tabella di prezzi per regolare i prezzi delle monete in oro.

N.B.: Ellen, prima moglie di Chester A. Arthur, morì prima che il marito diventasse presidente. Dal momento che non vi fu alcuna First Lady durante la sua presidenza, la legge affermò esplicitamente che Alice Paul, nata durante il suo mandato, sarebbe apparsa su questa moneta. Dal momento che la Paul non fu mai First Lady, sulla moneta non compaiono le date di inizio e fine mandato.